# Alfonso Juan-Oliver
Alfonso Juan-Oliver Orrego (Coquimbo, 7 de febrero de 1924-ibídem, 13 de diciembre de 2009) fue un político, comerciante y dirigente social chileno, alcalde de la comuna de Coquimbo entre el 14 de septiembre de 1973 y el 31 de marzo de 1978.

## Biografía
Alfonso Juan-Oliver nació en Coquimbo en 1924, hijo de Jaime Juan-Oliver y Julia Orrego Gallo. Sus estudios los realizó en el Liceo Coeducacional de Coquimbo, el Liceo de Hombres de La Serena y la Universidad de Chile, donde estudió Construcción Civil. Posteriormente se desempeñaría en la tienda "Casa Oliver", perteneciente a sus padres, y en 1952 contrae matrimonio con Yasna Yurisic, con quien tuvo 4 hijas.
En 1955 ingresó como socio del Rotary Club Coquimbo, y en 1989 se convierte en socio fundador del Rotary Club La Herradura.

### Vida política
La primera incursión política propiamente tal de Alfonso Juan-Oliver fue su candidatura en las elecciones municipales de 1967, en donde fue candidato a regidor por el Partido Nacional en Coquimbo pero no resultó elegido. Cuatro años después volvió a presentarse y logró la tercera mayoría a nivel comunal, resultando elegido como regidor de Coquimbo.

#### Alcalde de Coquimbo
El 14 de septiembre de 1973, el Intendente de la Provincia de Coquimbo, Coronel Ariosto Lapostol, designó a Alfonso Juan-Oliver como alcalde de la comuna de Coquimbo. El 1 de octubre del mismo año renunció a la alcaldía, siendo sucedido por Aníbal Campos Madina. Sin embargo, Alfonso Juan-Oliver reasumió como alcalde en 1974 y se mantuvo en dicho cargo hasta el 11 de abril de 1978.
Durante su gestión, se realizaron importantes obras, como por ejemplo:
- El traslado de la Gobernación Provincial de Elqui desde La Serena hacia Coquimbo.
- La construcción del Hospital San Pablo de Coquimbo.
- El traspaso de las localidades de Guanaqueros, Tongoy, El Tangue y Camarones a la comuna porteña.
- La creación y adopción del escudo de Coquimbo en abril de 1976.[3]
- El traspaso a la Municipalidad de la Pampilla de Coquimbo, ya que los terrenos donde se realizaba la festividad pertenecían al Club de Leones.

## Últimos años
Durante sus últimos años, Alfonso Juan-Oliver mantuvo la administración de la galería comercial que lleva su apellido, ubicada en el centro de Coquimbo y que fue inaugurada el 13 de diciembre de 1977.
Alfonso Juan-Oliver falleció el 13 de diciembre de 2009 en su departamento ubicado en el sector de La Herradura, en Coquimbo. Su cuerpo fue velado en la Iglesia de San Pedro, ubicada en el centro de la ciudad, y su funeral se realizó en el Cementerio Católico de Coquimbo el 15 de diciembre.

## Historial electoral

### Elecciones municipales de 1967
- Elecciones municipales de 1967, Coquimbo[4]

### Elecciones municipales de 1971
- Elecciones municipales de 1971, Coquimbo[5]